# Androsace mathildae
Androsace mathildae är en viveväxtart som beskrevs av Emile Emilio Levier. Androsace mathildae ingår i släktet grusvivor, och familjen viveväxter. Inga underarter finns listade i Catalogue of Life.